# Çayıryolu, Bayburt
Çayıryolu là một thị trấn thuộc thành phố Bayburt, tỉnh Bayburt, Thổ Nhĩ Kỳ. Dân số thời điểm năm 2010 là 489 người.